# James A. Beckford
James Arthur Beckford, född 1 december 1942, död 10 maj 2022, var en brittisk religionssociolog. Han var professor emeritus vid University of Warwick och ledamot i British Academy.

## Verk
Vid sidan av hans skrifter inom religionssociologi i allmänhet har Beckford skrivit flera böcker och artiklar om nya religiösa rörelser och samhällets reaktioner på dem. Han har också forskat och skrivit om religiösa frågor som rör intagna på fängelser. Mellan 1999 och 2003 var han ordförande för International Society for the Sociology of Religion. Han har varit gästprofessor i Paris vid École des hautes études en sciences sociales och École Pratique des Hautes Études. 
Becford var redaktör för Current Sociology mellan 1980 och 1987 och har varit medlem av redaktörsgruppen för British Journal of Sociology sedan 1998. Han har varit ordförande för förvaltningskommittén i INFORM (Information Network Focus on Religious Movements), en brittisk välgörenhetsorganisation skapad av sociologen Eileen Barker med stöd av Storbritanniens största kyrkor.
Beckfords doktorsavhandling, The Trumpet of Prophecy (1975) var den första stora sociologiska undersökningen av Jehovas vittnen. Hans forskningsfokus skiftade sedan mot sekter och nya religiösa rörelser och samhällets reaktioner på dessa. Han har försökt få religionssociologer att sluta isolera sig från andra sociologiska discipliner och argumenterar i Religion and Advanced Industrial Society för att detta skulle kunna föra tillbaka studiet av religion till sin gamla prominenta ställning.
När det gäller Islam så har Beckford hävdat att negligeringen av muslimska fängelseinterners behov, såsom de flesta franska fängelsernas ovilja att tillhandahålla halal-kött eller hålla muslimska gudstjänster, leder till mera utbredd misstänksamhet och ökad radikalisering bland muslimer: "Detta återverkar på den muslimska gemenskapen utanför fängelserna, som hör om vad som pågår och störs av det. Det föder deras känsla av utanförskap." Beckford har också kommenterat den ökade betydelse som internet har fått bland muslimer.